# Московски мировни споразум (1940)
Московски мировни уговор потписан је између Финске и Совјетског Савеза 12. марта 1940, а ратификације су размењене 21. марта. Он је означио крај 105-дневног Зимског рата, након чега је Финска уступила погранична подручја Совјетском Савезу. Уговор су потписали Вјачеслав Молотов, Андреј Жданов и Александар Васиљевски за Совјетски Савез, и Ристо Рити, Јухо Кусти Паасикиви, Рудолф Валден и Вејне Војонмаа за Финску. Одредбе уговора нису поништене ни након распада Совјетског Савеза. Карелијско питање се односи на расправу унутар Финске о могућем поновном припајању ових уступљених територија.

## Позадина
Зимски рат је почео 30. новембра 1939. совјетском инвазијом на Финску. Дана 29. јануара 1940, совјетски министар иностраних послова Вјачеслав Молотов укинуо је марионетску Теријокинску владу и признао Рити–Танерову владу као легалну владу Финске, обавестивши је да је Совјетски Савез спреман да започне мировне преговоре. Финска влада је прве оквирне мировне услове од Совјетског Савеза (преко Стокхолма) добила два дана касније. Совјети су изнели веће територијалне захтеве него што су их имали пре почетка рата. Захтеви су били да Финска уступи Карелијску превлаку, укључујући град Виипури, као и финску обалу Ладошког језера. Полуострво Ханко требало је да буде изнајмљено Совјетском Савезу на 30 година.
Финска је одбила захтеве и појачала своје апеле Шведској, Француској и Уједињеном Краљевству за војну подршку редовним трупама. Извештаји са фронта и даље су уливали наду Финској, уз очекивање интервенције Друштва народа. Позитивни сигнали, мада непостојани, из Француске и Британије, као и реалнија очекивања трупа из Шведске, за које су планови и припреме прављени током 1930-их, били су додатни разлози да Финска не жури са почетком мировних преговора
У фебруару 1940, Врховни командант Финске, маршал Карл Густав Емил Манерхејм, изразио је свој песимизам у погледу војне ситуације, што је навело владу да започне мировне разговоре 29. фебруара, истог дана када је Црвена армија започела напад на Виипури (данас Виборг).

## Услови
Дана 6. марта финска делегација, предвођена премијером Финске Ристом Ритијем, отпутовала је у Москву. Током преговора, Црвена армија била је близу опкољавања Виипурија.
Уговор је потписан увече 12. марта по московском времену, односно у 1 сат 13. марта по финском времену. Протокол који је био придодат уговору предвиђао је да борбе престану у подне по лењинградском времену (11:00 по финском времену), и борбе су се наставиле до тада.
Финска је уступила приближно половину финске Карелије, што је премашило количину територије захтевану од стране Совјета пре рата. Уступљена област обухватала је индустријски центар Финске, град Виипури (други по величини град Финске према [Population Register] или четврти по величини према [Church and Civil Register], у зависности од података пописа), Кекилсалми, Сортавалу, Суојарви, као и цело Виипурско заливање (са његовим острвима). Велики део те територије и даље је држала финска војска. Војници и преостали цивили су у журби евакуисани унутар нове границе: 422.000 Финaца, односно 12% становништва Финске, напустило је своје домове.
Постојала је и област коју су Руси заузели током рата, а која је према уговору остала у финским рукама: Петсамо. Уговором је такође било предвиђено да Финска дозволи слободан пролаз совјетским цивилима кроз Петсамо до Норвешке.
Финска је такође морала да уступи део области Сала, фински део полуострва Каластајансааренто (Рибачи) у Баренцовом мору, и у Фински залив острва Суурсари, Титарсаари, Лавансаари (данас Мошчни), Пенинсаари (данас Мали острво, о. Мали) и Сеискари. На крају, Полуострво Ханко је изнајмљено Совјетском Савезу као поморска база на 30 година уз годишњу кирију од 8 милиона марака. Укупна уступљена територија Финске износила је око 9% њене површине.
Супротно честом веровању, права проласка совјетских трупа железницом до базе Ханко нису дата у мировном уговору, већ су захтевана 9. јула, након што је Шведска признала пролазак Вермахта железницом до окупиране Норвешке.
Додатни захтеви били су предаја све опреме и објеката на територијама које су уступљене. Тако је Финска морала да преда 75 локомотива, 2.000 вагона, као и одређен број аутомобила, камиона и бродова. Индустријска зона Енсо, која је јасно била на финској страни границе, како је исцртана у мировном уговору, убрзо је такође додата финским губицима територије и опреме.

## Последице
Зимски рат и накнадни мировни уговор били су кључни фактори који су довели до онога што ће постати Наставак рата, када су непријатељства настављена 1941. године.